# Макаді Бей

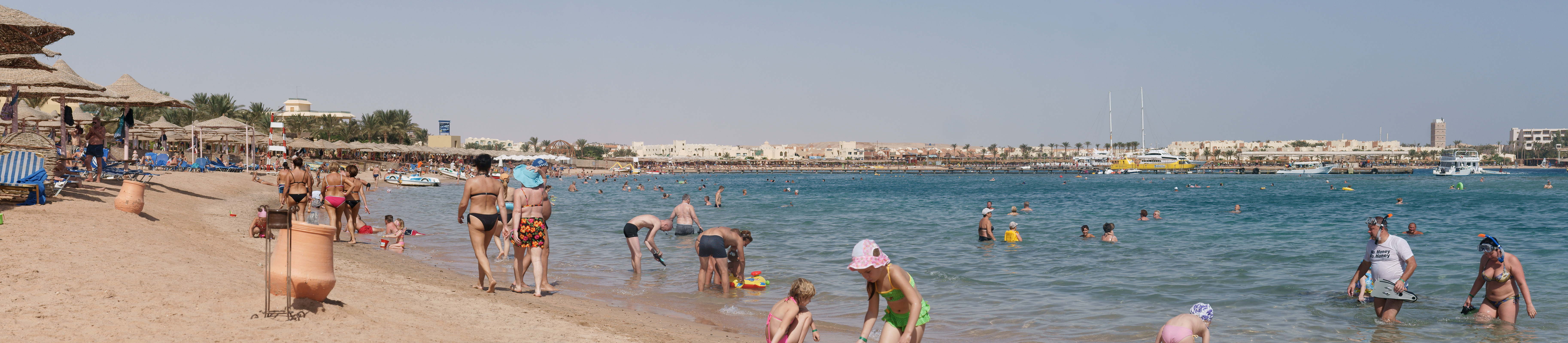
Вид на затоку Макаді

26°59′ пн. ш. 33°54′ сх. д. / 26.983° пн. ш. 33.900° сх. д.
Макаді, Макаді бей — затока та курорт на березі Червоного моря. Являє собою бухту за 30 кілометрів на південь від аеропорту Хургада, Єгипет. Складається з декількох готельних об'єднань, найбільше з яких — Мадінат Макаді (Madinat Makadi), утворене з готелів систем Sol Y Mar, Jaz і Iberotel (італійська, німецька і французька відповідно). Відмінними рисами є віддаленість від населених пунктів, коралові береги.

## Галерея

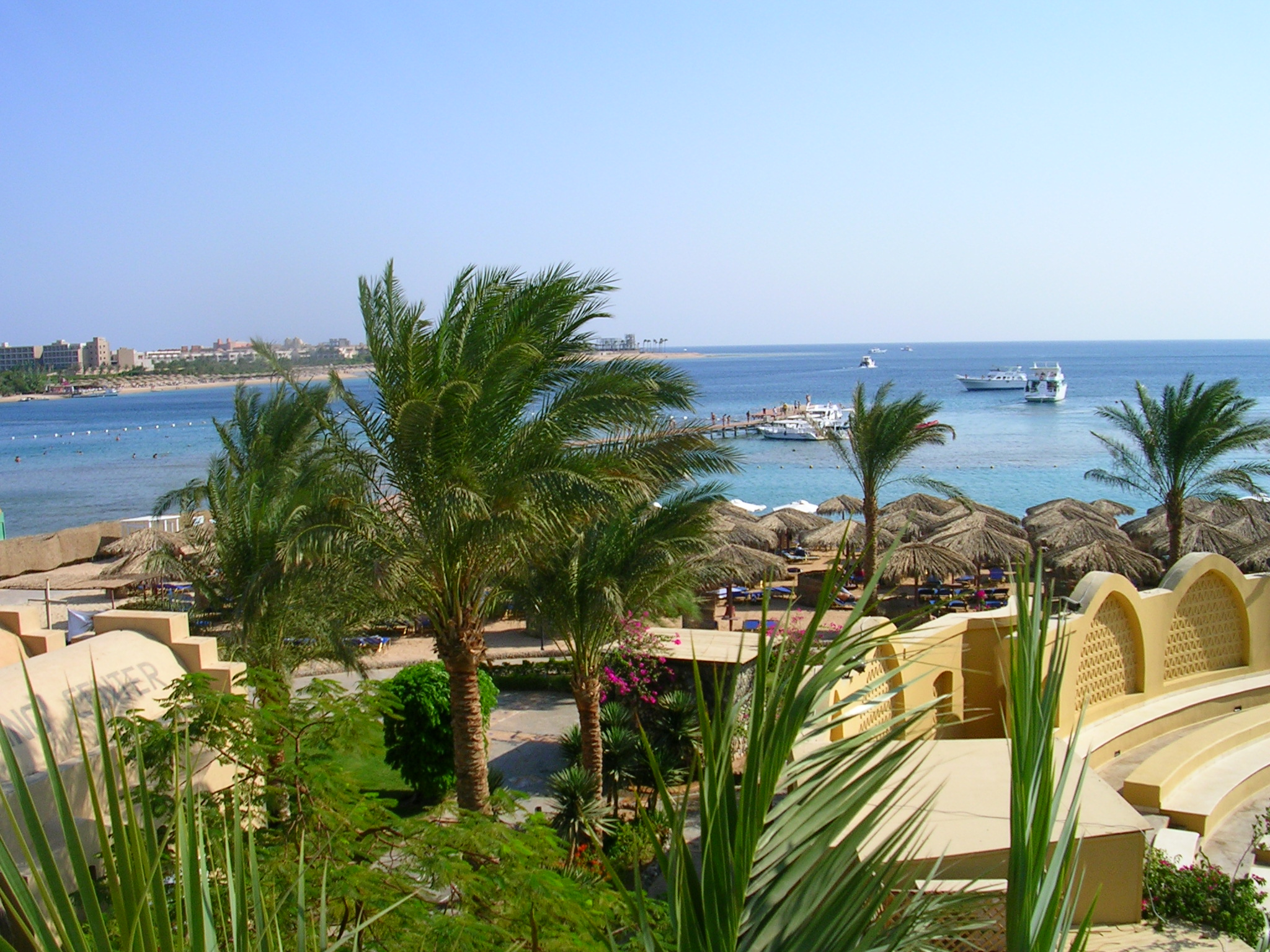
Вид на затоку
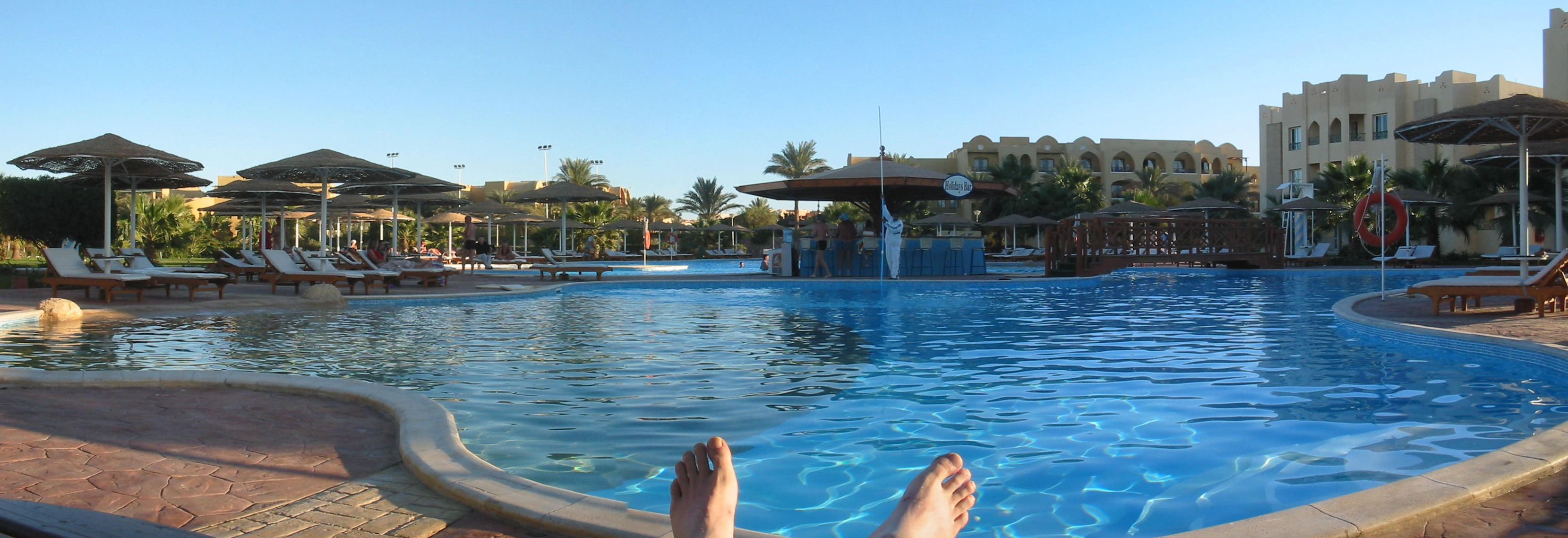
Басейн одного з готелів Макаді
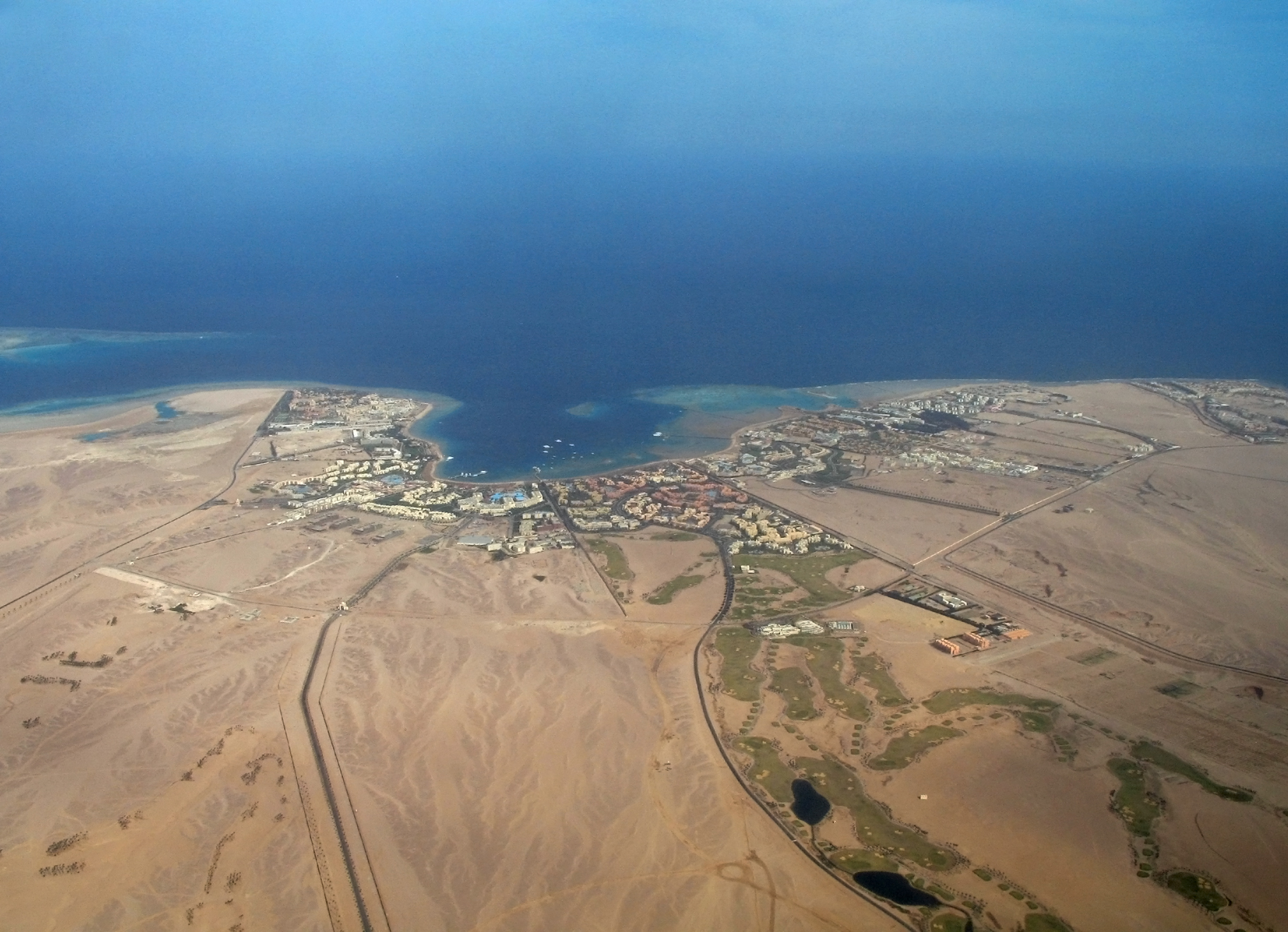